# Вольное (Лозовский район)
Вольное (укр. Вільне), село, 
Черниговский сельский совет,
Лозовский район,
Харьковская область.
Код КОАТУУ — 6323987503. Население по переписи 2001 года составляет 31 (21/10 м/ж) человек.

## Географическое положение
Село Вольное находится в балке Злодейка по которой протекает пересыхающий ручей с запрудими. Ручей через 4 км впадает в реку Лозовая.
На расстоянии в 2 км находится посёлок Черниговское.
На расстоянии в 1 км проходит железная дорога, станция Прядкин.
В 2-х км проходит автомобильная дорога Т-2107.

## История
- 1929 — дата основания как хутор Вольный.
- 1965 — переименовано в село Вольное.